# تمرد قونية
تمرد قونية (بالتركية: Konya Ayaklanması)‏، المعروف أيضًا باسم تمرد دلباش (بالتركية: Delibaş Ayaklanması)‏ حيث سمي على اسم زعيم المتمردين دلباش محمد آغا، كانت انتفاضةً في قونية ضد الحركة التركية الوطنية خلال حرب الاستقلال التركية.
بدأ التمرد من قبل دلباش محمد آغا، الذي كلفه حيدر بك، حاكم قونية، بتجنيد القوى الوطنية القومية بعد أن تم وضعه في رتبة رائد بامتداد سيف. كان دلباش محمد آغا، الذي والد في بلدة عليبهويوغو في جومرا، قونية، متهورًا محترمًا في المنطقة. قام بتجنيد حوالي 500 مواطن محلي، ودخل جومرا مع قواته في 2 أكتوبر 1920 بهدف محاربة حركة مصطفى كمال القومية في حرب الاستقلال التركية. لقد كان يدعي لأسباب دينية أن مصطفى كمال يهدف إلى إلغاء الخلافة الإسلامية، التي كانت تحت سيطرة السلاطين العثمانيين منذ عام 1517. قطعت الميليشيا بقيادة دلباش محمد خطوط التلغراف في جومرا، وتوجهت إلى قونية مسلحةً بالعصي والخناجر والسيوف وبنادق الرصاص وما إلى ذلك حيث دخلوا المدينة في اليوم التالي. استمرت الاشتباكات بين المتمردين والشرطة والدرك الذين يحمون دار البلدية حتى المساء. نهب الثوار منازل المتعاطفين مع الحركة الوطنية بالإضافة إلى المباني الرسمية. كما قاموا بتعيين محافظ جديد وقائد شرطة وقائدًا للدرك.
أرسلت حكومة الجمعية الوطنية الكبرى في أنقرة قائد فيلق الجيش درويش باشا (1881-1932) ووزير الداخلية العقيد رفعت بك (1877-1963) لقمع التمرد. دخلت القوات النظامية المدينة في 6 أكتوبر 1920 وسحقت التمرد بعد معارك مع المتمردين.
فر دلباش محمد إلى مرسين المحتلة من قبل فرنسا، حيث لجأ إليها. كما خدم في إزمير لفترة مع قوات الاحتلال اليونانية، ثم عاد إلى قونية وحاول القيام بثورة ثانية عام 1921. ومع ذلك، فقد تم قطع رأسه من قبل أتباعه في جومرا.